# Mission chrétienne internationale Élim
La Mission chrétienne internationale Élim (espagnol : Misión Cristiana Elim Internacional) est une association internationale chrétienne évangélique d'églises pentecôtistes. Son siège est une megachurch basée à San Salvador, Salvador. Le pasteur de cette communauté est Mario Vega depuis 1997.  En 2015, l'assistance de l'église serait de 50,000 personnes à San Salvador.

## Histoire
En mai 1977, l'église a été fondée dans un petit espace de Santa Lucia de Ilopango, à San Salvador, avec Sergio Daniel Solórzano Aldana. La fréquentation est de neuf personnes, après une campagne d'évangélisation menée le 28 mai, par le Dr Othoniel Rios Paredes, pasteur de Elim Christian Mission au Guatemala.
En 1985, l'église avait environ 3,000 personnes. Le pasteur, Sergio Daniel Solórzano Aldana, décide de se rendre en Corée du Sud pour en apprendre davantage sur le concept de cellule de prière de l'église évangélique de Yoido.  À son retour à San Salvador, il développe ce concept. Le 13 juillet 1986, l'église ouvre une station de radio appelée "Radio Restauration".  En 1988, l'assistance passe à 20,000 personnes.
En 1997, Mario Vega devient pasteur principal.  Il est considéré comme une personne ressource pour apporter un éclairage sur certains sujets sociaux ,.   
En 2025, l’église compterait 50,000 personnes .